# Krzysztof Piotr Szukszta
Krzysztof Piotr Szukszta herbu Pobóg (zm. przed 2 listopada 1647 roku) – podkomorzy kowieński w latach 1629–1647, podsędek kowieński w latach 1622–1629, pisarz grodzki upicki w latach 1615–1622.
Poseł na sejm 1624 roku z nieznanego sejmiku litewskiego.